# Atlético Junior
Atlético Junior is een Colombiaanse voetbalclub uit de stad Barranquilla, die zijn thuiswedstrijden speelt in het Estadio Metropolitano Roberto Meléndez.
De club werd in 1924 opgericht. De club had een gouden tijd in de jaren negentig, toen het team met Carlos Valderrama (die beschouwd wordt als de beste Colombiaanse speler aller tijden) tweemaal de nationale Colombiaanse competitie won. In 2004 won de club weer het landskampioenschap, door in de laatste minuut te scoren tegen Nacional.

## Erelijst
- Categoría Primera A: 1977, 1980, 1993, 1995, 2004–II, 2010–I, 2011–II, 2018–II, 2019–I, 2023-II
- Copa Colombia: 2015, 2017
- Superliga Colombiana: 2019, 2020

Internationaal
- Reebok Cup: 1997

## Kampioensteams
- 1977 — Camilo Abelardo Aguilar [Arg], Armando Amaya, Rafael Angulo, Alfredo Arango, Gabriel Berdugo, Oscar Bolaño, Luis Cabezas, Julio Avelino Comesaña [Uru], Juan Carlos Delménico [Arg], Fernando Fiorillo, César Lorea [Arg], Gustavo Maldonado, Dulio Miranda, Jesús Rubio, Eduardo Solari [Arg], Ariel Valenciano, Juan Ramón Verón [Arg], Carlos Alberto Vidal [Arg]. Trainer-coach: José Varacka [Arg] (tot 13 november), opgevolgd door Juan Ramón Verón [Arg].
- 1980 — Emilio Barraza, Gabriel Berdugo, Oscar Bolaño, Wilfrand Cervantes, Miguel Angel Converti [Arg], Carlos de la Torre, Juan Carlos Delménico [Arg], Jaime Deluque, Jesús Erazo, Fernando Fiorillo, Omar Alfredo Galván [Arg], Bonifacio Martinez, Dulio Miranda, Rafael Reyes, Lorenzo Roman, Jesús Rubio, Juan Miguel Tutino [Arg], Ariel Valenciano, Luis Villareal. Trainer-coach: José Varacka [Arg].
- 1993 — Gober Briascos, Francisco Cassiani, Luis Octavio Gómez, Luis Grau, Miguel Guerrero, Oswaldo Mackenzie, Héctor Gerardo Méndez [Uru], Alexis Mendoza, Víctor Pacheco, José María Pazo, Flaminio Rivas, Adriano Samaniego [Par], Eugenio Uribe, Carlos Valderrama, Iván Valenciano, Robert Villamizar. Trainer-coach: Julio Avelino Comesaña [Uru].
- 1995 — David Barros, Francisco Cassiani, Raúl Chaparro, Calixto Chiquillo, Hugo Galeano, Oswaldo Mackenzie, Héctor Gerardo Méndez [Uru], Alexis Mendoza, Cristian Montesinos [Chi], Víctor Pacheco, José María Pazo, Marcio Rodríguez Cruz [Bra], Carlos Valderrama, Iván Valenciano. Trainer-coach: Carlos Restrepo.

## Spelers
Alianza Petrolera ·
América de Cali ·
Atlético Bucaramanga ·
Atlético Nacional · 
Atlético Huila ·
Boyacá Chicó ·
Deportes Tolima ·
Deportivo Cali ·
Deportivo Pasto ·
Deportivo Pereira ·
Envigado ·
Independiente Medellín · 
Jaguares de Córdoba · 
Junior ·
La Equidad ·
Millonarios ·
Once Caldas ·
Rionegro Águilas ·
Santa Fe · 
Unión Magdalena ·